# Ministrowie rolnictwa Wielkiej Brytanii

## Przewodniczący Rady Rolnictwa
| Przewodniczący                              | Czas urzędowania                       |
| ------------------------------------------- | -------------------------------------- |
| Henry Chaplin                               | 9 września 1889 – 11 sierpnia 1892     |
| Herbert Gardner                             | 25 sierpnia 1892 – 21 czerwca 1895     |
| Walter Long                                 | 4 lipca 1895 – 16 listopada 1900       |
| Robert Hanbury                              | 16 listopada 1900 – 28 kwietnia 1903   |
| William Onslow, 4. hrabia Onslow            | 19 maja 1903 – 12 marca 1905           |
| Ailwyn Fellowes                             | 12 marca 1905 – 4 grudnia 1905         |
| Robert Wynn Carrington, 3. baron Carrington | 10 grudnia 1905 – 23 października 1911 |
| Walter Runciman                             | 23 października 1911 – 6 sierpnia 1914 |
| Auberon Herbert, 9. baron Lucas             | 6 sierpnia 1914 – 25 maja 1915         |
| William Palmer, 2. hrabia Selborne          | 25 maja 1915 – 11 lipca 1916           |
| David Lindsay, 27. hrabia Crawford          | 11 lipca 1916 – 10 grudnia 1916        |
| Rowland Prothero                            | 10 grudnia 1916 – 15 sierpnia 1919     |

## Ministrowie rolnictwa i rybołówstwa
| Minister                            | Czas urzędowania                        |
| ----------------------------------- | --------------------------------------- |
| Arthur Lee, 1. baron Lee of Fareham | 15 sierpnia 1919 – 13 lutego 1921       |
| Arthur Griffith-Boscawen            | 13 lutego 1921 – 24 października 1922   |
| Robert Sanders                      | 24 października 1922 – 22 stycznia 1924 |
| Noel Buxton                         | 22 stycznia 1924 – 3 listopada 1924     |
| Edward Wood                         | 6 listopada 1924 – 4 listopada 1925     |
| Walter Guinness                     | 4 listopada 1925 – 4 czerwca 1929       |
| Noel Buxton                         | 7 czerwca 1929 – 5 czerwca 1930         |
| Christopher Addison                 | 5 czerwca 1930 – 24 sierpnia 1931       |
| John Gilmour                        | 25 sierpnia 1931 – 28 września 1932     |
| Walter Elliot                       | 28 września 1932 – 29 października 1936 |
| William Morrison                    | 29 października 1936 – 29 stycznia 1939 |
| Reginald Dorman-Smith               | 29 stycznia 1939 – 14 maja 1940         |
| Robert Hudson                       | 14 maja 1940 – 26 lipca 1945            |
| Tom Williams                        | 3 sierpnia 1945 – 26 października 1951  |
| Thomas Dugdale                      | 31 października 1951 – 20 lipca 1954    |
| Derick Heathcoat-Amory              | 28 lipca 1954 – 18 października 1954    |

## Ministrowie rolnictwa, rybołówstwa i żywności
| Minister               | Czas urzędowania                       |
| ---------------------- | -------------------------------------- |
| Derick Heathcoat-Amory | 18 października 1954 – 6 stycznia 1958 |
| John Hare              | 6 stycznia 1958 – 27 lipca 1960        |
| Christopher Soames     | 27 lipca 1960 – 16 października 1964   |
| Fred Peart             | 16 października 1964 – 6 kwietnia 1968 |
| Cledwyn Hughes         | 6 kwietnia 1968 – 19 czerwca 1970      |
| James Prior            | 20 czerwca 1970 – 5 listopada 1972     |
| Joseph Godber          | 5 listopada 1972 – 4 marca 1974        |
| Fred Peart             | 5 marca 1974 – 10 września 1976        |
| John Silkin            | 10 września 1976 – 4 maja 1979         |
| Peter Walker           | 5 maja 1979 – 11 czerwca 1983          |
| Michael Jopling        | 11 czerwca 1983 – 13 czerwca 1987      |
| John MacGregor         | 13 czerwca 1987 – 24 lipca 1989        |
| John Gummer            | 24 lipca 1989 – 27 maja 1993           |
| Gillian Shephard       | 27 maja 1993 – 20 lipca 1994           |
| William Waldegrave     | 20 lipca 1994 – 5 lipca 1995           |
| Douglas Hogg           | 5 lipca 1995 – 2 maja 1997             |
| Jack Cunningham        | 3 maja 1997 – 27 lipca 1998            |
| Nick Brown             | 27 lipca 1998 – 8 czerwca 2001         |

8 czerwca 2001 r. ministerstwo zostało połączone z ministerstwem środowiska, tworząc ministerstwo środowiska, żywności i spraw wiejskich.